# Euploea whitei
Euploea whitei är en fjärilsart som beskrevs av Moore 1883. Euploea whitei ingår i släktet Euploea och familjen praktfjärilar. Inga underarter finns listade i Catalogue of Life.